# Jewgienij Żuczkow
Jewgienij Iwanowicz Żuczkow, ros. Евгений Иванович Жучков (ur. 7 czerwca 1930 w Moskwie, Rosyjska FSRR, zm. 20 lutego 1993, Rosja) – rosyjski piłkarz, grający na pozycji obrońcy, trener piłkarski.

## Kariera piłkarska
Wychowanek Spartaka Moskwa. W 1953 rozpoczął karierę piłkarską w klubie MWO Moskwa. Po rozformowaniu klubu w 1954 został piłkarzem Spartaka Kalinin. W 1956 bronił barw Burewiestnika Kiszyniów, ale rozegrał 1 mecz i przeniósł się do Metałurha Dniepropetrowsk. W 1961 z przerwą i w 1962 grał w dnieprodzierżyńskim Chimiku (Dniproweć), w którym zakończył karierę piłkarza.

## Kariera trenerska
Po zakończeniu kariery piłkarza rozpoczął pracę szkoleniowca. Najpierw pomagał trenować juniorów Dnipra Dniepropetrowsk. W 1966 pracował jako asystent klubu Awanhard Żółte Wody, po czym powrócił do sztabu szkoleniowego Dnipra Dniepropetrowsk. W czerwcu 1970 ponownie został zaproszony do Awanharda Żółte Wody, gdzie do końca 1970 stał na czele klubu. Od 1972 do 1979 prowadził zespół amatorski Mietieor Żukowski. W latach 1979–1980 pracował z reprezentacją Beninu. Od 1981 do 1985 ponownie pomagał trenować Dnipro Dniepropetrowsk. Potem prowadził rosyjskie kluby Saturn Ramienskoje, Wułkan Pietropawłowsk Kamczacki i Chitryje Lisy Oriechowo-Zujewo.
20 lutego 1993 zmarł w wieku 62 lat.